# Tant Bruns födelsedag (film)
Tant Bruns födelsedag är en svensk barnfilm för Sveriges Television från 1968 efter Elsa Beskows bok med samma titel.
Filmen ingår i en serie filmatiseringar i regi av Mille Schmidt om den lilla småstadens tre systrar i olikfärgade kläder, tant Grön, tant Brun och tant Gredelin, samt deras återkommande besökare farbror Blå och de två omhändertagna föräldralösa barnen Petter och Lotta. Filmen följer bokens berättelse direkt som en illustrerande stumfilm med berättarröst.
Filmen visades i två delar på SVT 1 mellan den 17-24 april 1971.

## Handling
Berättelsen handlar om de äventyrliga förberedelserna i systrarnas lilla hus inför överraskningskalaset på tant Bruns födelsedag, med inslag av både spökskräck och tjuvjakt, innan det trevliga födelsedagsfirandet slutligen kan ta vid.

## Rollista
- Berit Tancred – tant Grön
- Ittla Frodi – tant Brun
- Gunbritt Öhrström – tant Gredelin
- Håkan Westergren – farbror Blå
- Ingvar Axelsson – Petter
- Eva Hassellöf – Lotta
- Åke Falck – berättarröst[6]